# Liliana Schwindt
María Liliana Schwindt (Colonia Hinojo, 13 de mayo de 1963) es una trabajadora social y política argentina del Frente Renovador. Se desempeñó como diputada nacional por la provincia de Buenos Aires entre 2020 y 2021, con un mandato previo entre 2013 y 2017. Actualmente es Senadora Provincial en representación de la Séptima Sección Electoral.

## Biografía
Nació en 1963 en Colonia Hinojo, localidad del Partido de Olavarría, ubicado en el interior de la Provincia de Buenos Aires). Se recibió de asistente social en la Escuela Superior de Sanidad de La Plata en 1985 y de licenciada en servicio social en la Universidad de Morón en 2011.
Fue subdirectora de Regularización Dominial, Financiera y Escrituraria de Conjuntos Habitacionales del Instituto Provincial de la Vivienda en Olavarría entre 1995 y 2002. De 2002 a 2005 fue asesora en la Cámara de Diputados de la Nación Argentina, hasta ser elegida concejala del partido de Olavarría, cargo desempeñado hasta 2009. Entre 2013 y 2017 fue asistente social en el Registro Provincial de las Personas en Olavarría.
En el ámbito partidario, fue congresal provincial del Partido Justicialista (PJ), secretaria de la Mujer del PJ de Olavarría de 1995 a 1999 y secretaria de Relaciones Institucionales en 1999.
En 2013 fue elegida diputada nacional por la provincia de Buenos Aires en la lista del Frente Renovador, encabezada por Sergio Massa, cumpliendo mandato hasta 2017. En ese período presidió la comisión de Defensa del Consumidor.
En las elecciones de 2015 fue candidata a intendenta de Olavarría por Unidos por una Nueva Alternativa.
En las elecciones legislativas de 2017 fue candidata a diputada nacional, ocupando el sexto lugar en la lista de 1País. Asumió como diputada nacional en febrero de 2020, en reemplazo de Daniel Arroyo, luego de un fallo de la Cámara Nacional Electoral en conformidad con la Ley de Cupo Femenino.
Integra el bloque del Frente de Todos y es vicepresidenta primera de la comisión de Defensa del Consumidor, del Usuario y de la Competencia; y vocal en las comisiones de Agricultura y Ganadería; de Comercio; de Minería; y de Acción Social y Salud Pública.
En el año 2021, fue segunda candidata a Senadora Provincial por la Séptima Sección electoral. De todos modos, no resultó electa. 
En las elecciones de 2023 se integró a la lista encabezada por Maximiliano Wesner (PJ-UxP), y fue segunda candidata a Concejala del Partido de Olavarría. Sin embargo, al tomar licencia el Senador Provincial Eduardo Bucca para asumir como concejal del Partido de Bolívar, Schwindt, en su condición de segunda candidata a Senadora Provincial en el año 2021, pasaría a asumir dicha banca.  